# Netflix and chill

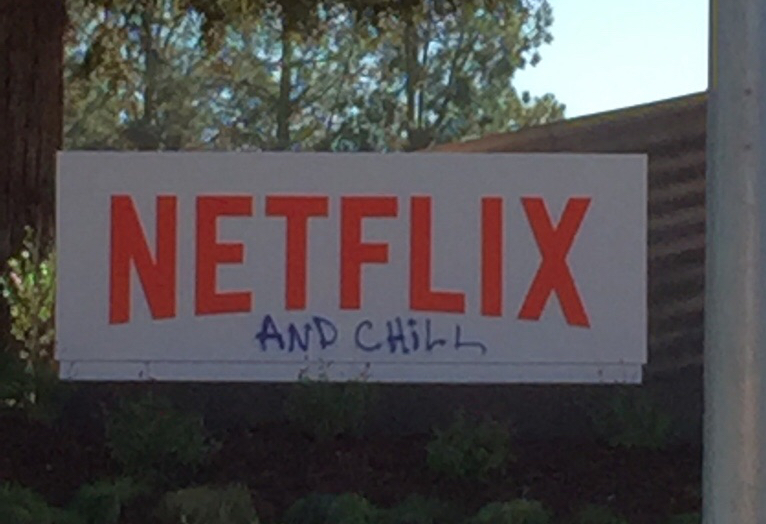
加利福尼亚州洛思加圖斯Netflix总部前的涂鸦

“Netflix and chill”是一个互联网用语，用作性行为的委婉说法，既可以理解为情侣性愛，也可以是床伴約砲或一夜情。2009年首次出现在Twitter上，但当时的意思并不是性暗示。该短語在Twitter、Facebook和Vine等社交网站上越来越受欢迎。2015年，“Netflix and chill”已经成为网络流行语，在Fusion TV上通常被描述为“性行为”。

## 影响
随着该短语越来越常用，与该短语相关的活动、产品和服务开始出现。
在两所不同的大学，有学生策划了“Netflix and chill”活动，其中一个因有太多人参加被当局取消了。在纽约的Maker Faire，Netflix发布了一个大按钮原型，名为“The Switch”，当它被按下时，将调暗用户所在环境的灯光，激活手机的“请勿打扰”功能，并准备开始播放Netflix，为即将开始的活动消除障碍。这经常被称为“Netflix and chill按钮”。
2015年10月，企业家科里·威廉姆斯（Kori Williams）创立了名为“Netflix and chill”的避孕套，并被美國食品藥品監督管理局（FDA）批准用于预防怀孕和通过性傳染病。
2015年11月，位于加州洛思加圖斯的Netflix公司总部外的Netflix标志被喷上了“and chill”的涂鸦。同年12月，爱莉安娜·格兰德发布了假日EP《圣诞节与寒意》（Christmas & Chill）。
2016年1月，艺术家汤姆·加勒（Tom Galle）和ART404公司在纽约市创立了一个“Netflix & Chill Room”，并在Airbnb上出租。
2016年2月初，Netflix发布了一项关于恋爱中的用户如何使用其服务的调查结果，该调查也被称为“Netflix and chill study”。与此同时，许多社交网站上还许多附加“#DatingWithNetflix”标签的帖子，宣传Netflix对情侣用户产生的积极影响。
2016年6月，创作歌手Danah在SoundCloud上发布了一首名为“Netflix and Chill”的歌曲。这首歌由澳大利亚流行乐队Justice Crew成员Wippy Lion制作，表达了这个短语在流行文化中的用法。
2020年1月，班傑利公司推出一款名为“Netflix & Chilll'd”的冰淇淋。